# Miraklet i Madrid
Miraklet i Madrid henviser til fodboldkampen mellem Odense Boldklub og Real Madrid den 6. december 1994 på Santiago Bernabeu i Madrid i 4. runde af UEFA Cuppen i sæsonen 1994/1995. Kampen endte sensationelt 2-0 til OB. 
Resultatet er af mange anset for at være den største sensation i 
dansk klubfodbold.

## Baggrund
OB havde kvalificeret til UEFA-cuppen via en 2. plads i Superligaen i 1992/1993. I kvalifikationsrunden vandt OB to gange over estiske Flora Tallinn med 3-0. I første runde spillede de 1-1 ude mod nordirske Linfield og vandt hjemme 5-0 på bl.a. to langskudsmål af Steen Nedergaard.
I anden runde var modstanderen tyske 1. FC Kaiserslautern, hvor det i den første kamp blev 1-1 på Fritz Walter Stadion. Returopgøret i Odense endte 0-0, hvorefter OB med cheftræner Kim Brink gik videre på reglen om flest scorede udebanemål.
I tredje runde var modstanderen spanske Real Madrid, som på det tidspunkt havde verdensklassespillere som Ivan Zamorano og Michael Laudrup på holdet. Første kamp blev spillet på et tætpakket Odense Stadion, der havde en tilskuerkapacitet på 17.500. Michael Schjønberg bragte uventet OB på 1-0 i første halvleg på et langskud. I anden halvleg bragte Real Madrid sig hurtigt på 2-1, hvorefter det lykkedes OB at udligne til 2-2 ved Jesper Hjort. Kort før tid bragte Michael Laudrup Real Madrid på 3-2, hvilket blev kampens resultat.

## Kampen
Med et 3-2-nederlag på hjemmebane var OB nødsaget til at vinde med to overskydende mål, eller 4-3 og derover i Madrid, for at sikre videre avancement i turneringen. På forhånd spåede de fleste, at chancen for avancement var lig 0.
Real Madrid måtte stille op uden karantæneramte Zamorano, og træner Jorge Valdano havde valgt deres 2. målmand, den senere Valencia- og landsholdsstjerne, Santiago Canizares til at vogte målet. 
Fra kampens start satte Real Madrid sig tungt på kampen. OB-målmand Lars Høgh formåede dog med flere redninger at holde OB inde i kampen.
OB havde dog også deres chancer, og især Carsten Hemmingsens skud på trekantssammenføjningen i første halvleg bidrog til, at OB stadig var med i kampen.
I anden halvleg forblev billedet det samme. Real Madrid pressede, og OB forsvarede. Kampens første mål faldt knap 20 tyve minutter før tid, da OB's unge midtbanespillere Ulrik Pedersen scorede på en kontrachance og overraskende bragte OB foran 1-0. Det var imidlertid ikke tilstrækkeligt for videre avancement på grund af reglen om udebanemål. I kampens sidste minutter forsøgte OB at få det afgørende mål, men da Johnny Hansen ikke nåede frem til et forlænget indkast, forventede de fleste, at det var slut for OB. Men i kampens 92. minut scorede Morten Bisgaard til 2-0 efter forarbejde af Michael Schjønberg. Kort efter fløjtede kampens italienske dommer kampen af, og OB havde dermed kvalificeret sig til kvartfinalen.
Efter kampen gik turen direkte tilbage til Odense, hvor Odense Lufthavn og Odense bys centrum var fyldt med odenseanere, der fejrede sensation.

## Efterspil
I kvartfinalen stod OB over for italienske Parma AC. Den første kamp endte med et nederlag på 1-0 i Italien og da kampen i Odense endte 0-0, kvalificerede OB sig ikke til semifinalen. Parma gik siden hen og vandt turneringen ved først at besejre Bayer 04 Leverkusen og siden Juventus i finalen.